# Akademi
Denna artikel handlar om akademi i betydelsen högre undervisningsinstitution. Se också akademi (samfund).
Akademi (grekiska: Ἀκαδημία, akademeia; latin: academia) är ett samfund för befrämjande av vetenskap och konst. Begreppet kan syfta på en (högre) undervisningsinstitution och kan antingen vara beteckningen på ett universitet eller en specialiserad högskola eller endast vara en del av den.

## Historik
Akademeia var ursprungligen namnet på en olivlund intill det klassiska Aten. Den användes för idrott och kulten av Athena, och sades ha tillhört heroen Akademos. Trädgården anlades av Hipparchos, som lät inhägna den med en mur, varefter Kimon lät uttorka den sumpiga marken och försköna platsen med parkanläggningar. Platon, som bodde på en liten lantgård i grannskapet, brukade från någon gång på 380-talet f.Kr. varje dag föreläsa i filosofi för sina elever på platsen. Hans skola kallades som en följd av detta "den akademiska" eller  "Akademien". Sedermera gav Cicero en av sina lantgårdar namnet Academia och skrev där sina "Academica". 
Lärda eller vittra akademier var visserligen kända även under den tidigare medeltiden (som den på Alkuins inrådan 782 upprättade akademin vid Karl den stores hov), men först från mitten  av 1400-talet vid tiden för renässansen i Italien började akademiernas blomstringstid. I främsta rummet kom Italien med flera berömda akademier, till exempel Academia platonica i Florens, stiftad omkring 1442 av Cosimo de’ Medici, upplöst 1521, inom vilken Platons  filosofi var föremål för studier och uppläggningar, och Academia pontaniana i Neapel, stiftad omkring 1440 av Alfons av Aragonien och Neapel och uppkallad efter en av sina mest berömda medlemmar, huministen Giovanni Pontano. Mot slutet av 1500-talet upprättades i Florens Academia della crusca (”Kli-akademien”), så benämnd eftersom den villa rensa det italienska språket, liksom man skiljer kliet från sikten. Denna akademi gav ut en ordbok över italienska språket och har för övrigt tjänat som ett mönster för ett flertal andra akademier på andra platser.
Av akademier i andra länder från denna tid kan nämnas den vittra Academia imitatoria i Madrid (1585), vilken bland sina medlemmar räknade Lope de Vega och Calderon, Sodalitas celtica i Worms, stiftad av Clemens von Dalberg 1490, samt en akademi i Paris, som stiftades av J. A. Baïf och särskilt ägnade franska grammatiken sitt studium, men dock upplöstes efter Baïfs död.
I Toulouse fanns redan på 1300-talet ett vittert sällskap, Jeux Floraux, men benämningen akademi fick det först på 1600-talet. Under sistnämnda århundrade grundades som en följd av det växande intresset för litteratur vetenskap och konst flera ännu existerande akademier, såväl i Italien som i andra länder. I Frankrike stiftades omkring 1635 Akadémie francaise, ursprungligen ett privat sättskap, som sedermera kom under beskydd av Richelieu. Dess mål är vården om modersmålet, medlemmarnas antal är 40, och pris delas ut för litterära verk. Denna akademi en av de fem akademierna i Institut de France.
I Italien stiftade drottning Kristina i Rom 1674 en litterär akademi vilken 1690 gick upp i den ännu existerande Accademia degli arcadi. Av andra akademier som vid denna tid grundades i detta land kan nämnas Accademia dei lincei (de ”loögdas akademi”, de ”skarpsyntas akademi”), vilken bestod endast en kort tid (1609-32) men återupprättades 1847 under namn av Accademia pontificia dei nuovi lincei.
I England grundades under 1600-talet den berömda Royal Society. Ursprunget till denna akademi går tillbaka till 1645, då några ”filosofer” brukade träffas i Oxford eller London för att diskutera vetenskapliga problem. Sällskapet fick sin stadfästelse 1662 och flyttade fr. o. m. följande år definitivt till London.
Småningom fick ordet akademi sin allmänna betydelse såsom högskola och sedermera även såsom ett vittert, lärt eller konstfrämjande samfund.

## Universitet
I äldre tid var "akademi" en vanlig benämning på universitet, till exempel de i Uppsala och Lund. Det förra var på latin under äldre tid känt som Academia Regia Upsaliensis medan det senare gick under benämningen Academia Carolina Lundensis eller Academia Carolina conciliatrix, efter Karl X Gustav. (Academia Carolina var även namnet på en 1770 riven byggnad intill domkyrkan i Uppsala). Det under den svenska tiden (1632) grundade universitetet i Dorpat (nuvarande Tartu i Estland) bar på latin namnet Academia Gustaviana, efter Gustav II Adolf. I vissa fall har denna benämning levt kvar i historisk terminologi, exempelvis det gamla Åbo Akademi (1640), som under den ryska tiden flyttades till Helsingfors och har sin historiska fortsättning i det nuvarande Helsingfors universitet. I anslutning till det äldre universitets namn, grundades 1918 ett nytt svenskspråkigt universitet i Åbo, som fick namnet Åbo Akademi. Ett nutida svenskt exempel på användningen av ordet i denna betydelse är Sahlgrenska akademin vid Göteborgs universitet, en enhet för hälsovetenskaplig utbildning och forskning, bildad 2001 genom sammanslagning av flera fakulteter.

## Institutioner för högre utbildning inom konst eller musik
Högre konst- och musikutbildningar har traditionellt varit knutna till kollegier av praktiserande och undervisande utövare av konsterna. I Sverige har dock den högre utbildningen på dessa områden, Kungliga Konsthögskolan i Stockholm och Kungliga Musikhögskolan, avskiljts från sin tidigare koppling till Konstakademien respektive Musikaliska Akademien, som numera snarare har karaktären av samfund.

## Militärakademier
I många länder kallas de högre militära utbildningsinstitutionerna akademier, exempelvis Royal Military Academy (Sandhurst, Storbritannien) och United States Military Academy (West Point, New York, USA). I Sverige kallades krigsskolan på Karlberg krigsakademi under tiden 1792-1862.

## Övriga akademier
Det finns även exempel på att ordet används för institutioner på gymnasienivå och på yrkesutbildningar. I USA finns prestigeskolor på gymnasienivå med academy i namnet, exempelvis Phillips Academy (Andover, Massachusetts) och Milton Academy (Milton, Massachusetts) som båda grundades vid 1700-talets slut.

## Högskoleavdelning
Vid de omorganisationer som företagits sedan de svenska universiteten och högskolorna fått befogenhet att själva bestämma sin inre organisation har vissa högskoleavdelningar fått namnet akademi.